# Ipolyvece
Ipolyvece (szlovákul: Ipeľská Veca, Veteca vagy Vieska) község Nógrád vármegyében, a Balassagyarmati járásban.

## Fekvése
Az Ipoly völgyében fekszik, közvetlenül az országhatár mellett. Közigazgatási területe két különálló területrészből áll; a teljes terület több mint 90 százalékát kitevő – a belterület egészét is magában foglaló – nagyobb részt a másik, jóval kisebb, lakatlan területrésztől egy, Patak községhez tartozó, pár száz méteres sáv választja el.
A település főutcája a Drégelypalánk és Dejtár között húzódó 22 101-es út, abból ágazik ki, annak 5,450-es kilométer-szelvénye közelében, dél felé a mintegy fél kilométer hosszú 22 302-es számú mellékút (települési nevén Petőfi utca), amely a Vác–Balassagyarmat-vasútvonal Ipolyvece megállóhelyéhez vezet. (A MÁV Ipolyvecén is áthaladó 75-ös számú vonala nagy részén a Börzsöny lábánál húzódik, hazánk egyik legszebb vasútvonala.)

## Története
A szlovák határ közelében, az Ipoly partján, közvetlenül a gátak alatt fekszik a falu. Először 1285-ben említették az oklevelek a települést, akkor Huntfi Demeter drégelyi várának tartozékaként. A falu később Drégelyvárához tartozott, 1375-ben pedig a Baloghy család birtokaként szerepelt a krónikában. A falu földesura 1492-ben Szobi Mihály volt. Feljegyezték egy periratban, hogy 1498-ban a nagyoroszi királyi jobbágyok Ipolyvecén garázdálkodtak, sok kárt okozva. A török kiűzése után a Koháryak lettek a földesurai, akiktől a Coburg hercegek örökölték.
1919 januárjában a Pálmay-csoport harc nélkül foglalta vissza.
A község közigazgatási területének északi része a Duna–Ipoly Nemzeti Parkhoz tartozik. A folyó ezen szakasza népszerű a horgászok körében, mert a gáttal védett faluból könnyű elérni a partot. A kedvező fekvés miatt több pár fehér gólya is költ a községben. A község határában, az Ipoly homokos hordalékán kiterjedt szamócaföldek találhatók.

## Közélete

### Polgármesterei
- 1990–1994: Tóth József (független)[4]
- 1994–1998: Tóth József (független)[5]
- 1998–2002: Tóth József (független)[6]
- 2002–2006: Tóth József (független)[7]
- 2006–2010: Tóth József (független)[8]
- 2010–2014: Molnár János (független)[9]
- 2014–2019: Molnár János (független)[10]
- 2019–2024: Molnár János (független)[11]
- 2024– : Szőlősi Kornél (független)[1]

## Népesség
A település népességének változása:
| Lakosok száma | 773  | 762  | 757  | 772  | 770  | 755  | 748  |
|               | 2013 | 2014 | 2015 | 2021 | 2022 | 2023 | 2024 |

2001-ben a település lakosságának 99%-a magyar, 1%-a cigány nemzetiségűnek vallotta magát.
A 2011-es népszámlálás során a lakosok 84,4%-a magyarnak, 5,9% cigánynak, 0,3% németnek, 0,6% szlováknak mondta magát (15,6% nem nyilatkozott; a kettős identitások miatt a végösszeg nagyobb lehet 100%-nál). A vallási megoszlás a következő volt: római katolikus 65,1%, református 1,5%, evangélikus 9,5%, felekezeten kívüli 4% (19,4% nem nyilatkozott).
2022-ben a lakosság 89,1%-a vallotta magát magyarnak, 12,2% cigánynak, 0,6% szlováknak, 0,6% németnek, 0,1-0,1% görögnek, ukránnak és románnak, 1,3% egyéb, nem hazai nemzetiségűnek (10,8% nem nyilatkozott; a kettős identitások miatt a végösszeg nagyobb lehet 100%-nál). Vallásuk szerint 54,5% volt római katolikus, 5,3% evangélikus, 1,4% református, 0,1% izraelita, 0,1% egyéb keresztény, 0,4% egyéb katolikus, 10,9% felekezeten kívüli (27% nem válaszolt).

## Turizmus
Ipolyvece tagja a Sugárkankalin Turisztikai Egyesületnek, melynek célja térség turizmusának fejlesztése, és természeti értékeinek bemutatása. A község a Palóc út egyik állomása is.

## Nevezetességei
- Római katolikus templom (barokk, 1745)
- Evangélikus templom (eklektikus, 1882)

## A község híres lakói
- Arnold Mihály (1945–2013), pénzügyőr, altábornagy, közigazgatási szakember
- Szabó Márton (1942) Bibó- és Kolnai-díjas professzor, társadalomtudós